# Deutsche Geschichte der neuesten Zeit vom 19. Jahrhundert bis zur Gegenwart
Deutsche Geschichte der neuesten Zeit vom 19. Jahrhundert bis zur Gegenwart ist eine Buchreihe zur Geschichte Deutschlands ab dem 19. Jahrhundert, die zwischen 1984 und 1989 in 30 Bänden im Deutschen Taschenbuch Verlag erschienen ist. Herausgegeben wurde die Reihe von Martin Broszat, Wolfgang Benz und Hermann Graml in Zusammenarbeit mit dem Institut für Zeitgeschichte. Die Reihenfolge der Bände entspricht grob der Chronologie, beginnt mit dem Wiener Kongress 1814 und reicht bis zum Ende der sozialliberalen Koalition 1982. Autoren der Reihe sind renommierte Historiker der deutschen Zeit- und Gegenwartsgeschichte. 
Die Bände haben einen einheitlichen Aufbau, bestehenden aus einem das Thema umreißenden Einleitungsteil, gefolgt von dem eigentlichen Textteil. Ergänzt wird dieser durch ausgewählte Dokumente, Kapiteln zu Forschungsstand, Literatur und Quellenlage, eine Zeittafel, einen Tabellenteil mit Statistiken zum Thema und ein Personenregister.
Viele der Bände wurden in der Folge neu aufgelegt, teilweise in aktualisierten Fassungen, teils auch in geänderter Ausstattung (größeres Format gegenüber dem Taschenbuchformat der Erstausgabe). Einige der Bände wurden inzwischen vom Verlag C. H. Beck  neu aufgelegt.

## Titelliste
| Nummer | Autor              | Titel |
| ------ | ------------------ | --- |
| 4501   | Peter Burg         | Der Wiener Kongreß : Der Deutsche Bund im europäischen Staatensystem                                      |
| 4502   | Wolfgang Hardtwig  | Vormärz : Der monarchische Staat und das Bürgertum                                                        |
| 4503   | Hagen Schulze      | Der Weg zum Nationalstaat : Die deutsche Nationalbewegung vom 18. Jahrhundert bis zur Reichsgründung      |
| 4504   | Michael Stürmer    | Die Reichsgründung : Deutscher Nationalstaat und europäisches Gleichgewicht im Zeitalter Bismarcks        |
| 4505   | Hans-Jürgen Puhle  | Das Kaiserreich : Liberalismus, Feudalismus, Militärstaat                                                 |
| 4506   | Richard H. Tilly   | Vom Zollverein zum Industriestaat : Die wirtschaftlich-soziale Entwicklung Deutschlands 1834 bis 1914     |
| 4507   | Helga Grebing      | Arbeiterbewegung : Sozialer Protest und kollektive Interessenvertretung bis 1914                          |
| 4508   | Rüdiger vom Bruch  | Bildungsbürgertum und Nationalismus : Politik und Kultur im Wilhelminischen Deutschland                   |
| 4509   | Hermann Graml      | Imperialismus : Deutsche Kolonial- und Weltpolitik 1880 bis 1914                                          |
| 4510   | Gunther Mai        | Das Ende des Kaiserreichs : Politik und Kriegführung im Ersten Weltkrieg                                  |
| 4511   | Klaus Schönhoven   | Reformismus und Radikalismus : Gespaltene Arbeiterbewegung im Weimarer Sozialstaat                        |
| 4512   | Horst Möller       | Weimar : Die unvollendete Demokratie                                                                      |
| 4513   | Peter Krüger       | Versailles : Deutsche Außenpolitik zwischen Revisionismus und Friedenssicherung                           |
| 4514   | Corona Hepp        | Avantgarde : Moderne Kunst, Kulturkritik und Reformbewegungen nach der Jahrhundertwende                   |
| 4515   | Fritz Blaich       | Der Schwarze Freitag : Inflation und Wirtschaftskrise                                                     |
| 4516   | Martin Broszat     | Die Machtergreifung : Der Aufstieg der NSDAP und die Zerstörung der Weimarer Republik                     |
| 4517   | Norbert Frei       | Der Führerstaat : Nationalsozialistische Herrschaft 1933 bis 1945                                         |
| 4518   | Bernd-Jürgen Wendt | Großdeutschland : Außenpolitik und Kriegsvorbereitung des Hitler-Regimes                                  |
| 4519   | Hermann Graml      | Die Reichskristallnacht : Antisemitismus und Judenverfolgung im Dritten Reich                             |
| 4520   | Hartmut Mehringer  | Emigration und Widerstand : Das NS-Regime und seine Gegner                                                |
| 4521   | Lothar Gruchmann   | Totaler Krieg : Vom Blitzkrieg zur bedingungslosen Kapitulation                                           |
| 4522   | Wolfgang Benz      | Potsdam 1945 : Besatzungsherrschaft und Neuaufbau im Vier-Zonen-Deutschland                               |
| 4523   | Wolfgang Benz      | Die Gründung der Bundesrepublik : Von der Bizone zum souveränen Staat                                     |
| 4524   | Dietrich Staritz   | Die Gründung der DDR : Von der sowjetischen Besatzungsherrschaft zum sozialistischen Staat                |
| 4525   | Martin Broszat     | Die Adenauer-Zeit : Wohlstandsgesellschaft und Kanzlerdemokratie                                          |
| 4526   | Manfred Rexin      | Die Deutsche Demokratische Republik : Von Ulbricht bis Honecker                                           |
| 4527   | Ludolf Herbst      | Option für den Westen : Vom Marshallplan bis zum deutsch-französischen Vertrag                            |
| 4528   | Peter Bender       | Neue Ostpolitik : Vom Mauerbau bis zum Moskauer Vertrag                                                   |
| 4529   | Thomas Ellwein     | Krisen und Reformen : Die Bundesrepublik seit den sechziger Jahren                                        |
| 4530   | Helga Haftendorn   | Sicherheit und Stabilität : Außenbeziehungen der Bundesrepublik zwischen Ölkrise und Nato-Doppelbeschluss |